# Auguste-Alexis Surat
Pour les articles homonymes, voir Surat.
Auguste-Alexis Surat, dit l'abbé Surat, est un ecclésiastique français né le 27 février 1804 à Paris et exécuté dans la même ville le 27 mai 1871.

## Biographie
Il est fusillé par les Fédérés à la prison de la Roquette  au cours des événements de la Commune, en même temps que l'archevêque de Paris Georges Darboy, le président Bonjean, le missionnaire Jean-Baptiste Houillon, l'abbé Deguerry,  et le journaliste Gustave Chaudey.